# Fort Bühl

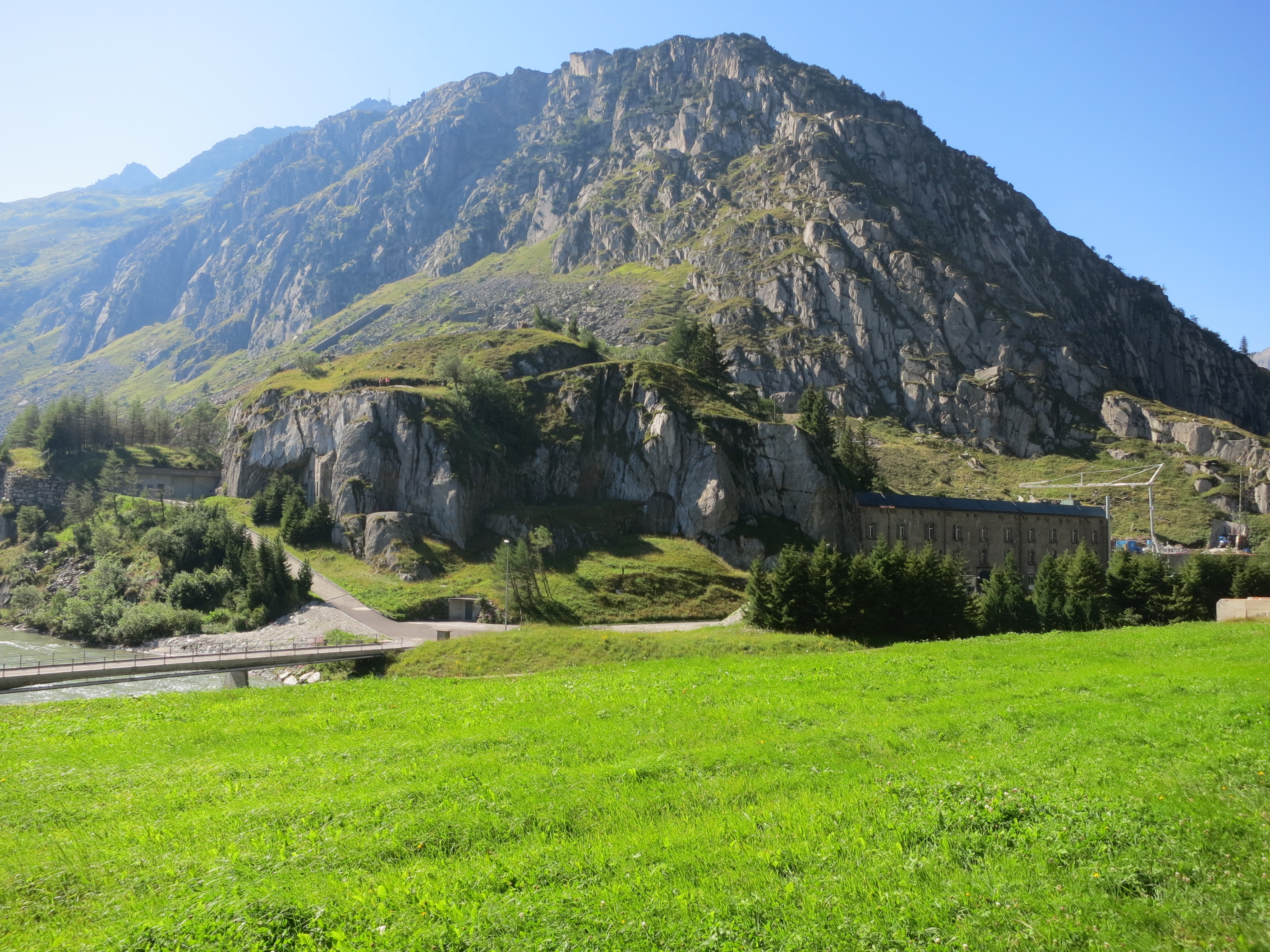
Fort Bühl mit Kriegskaserne (2013)

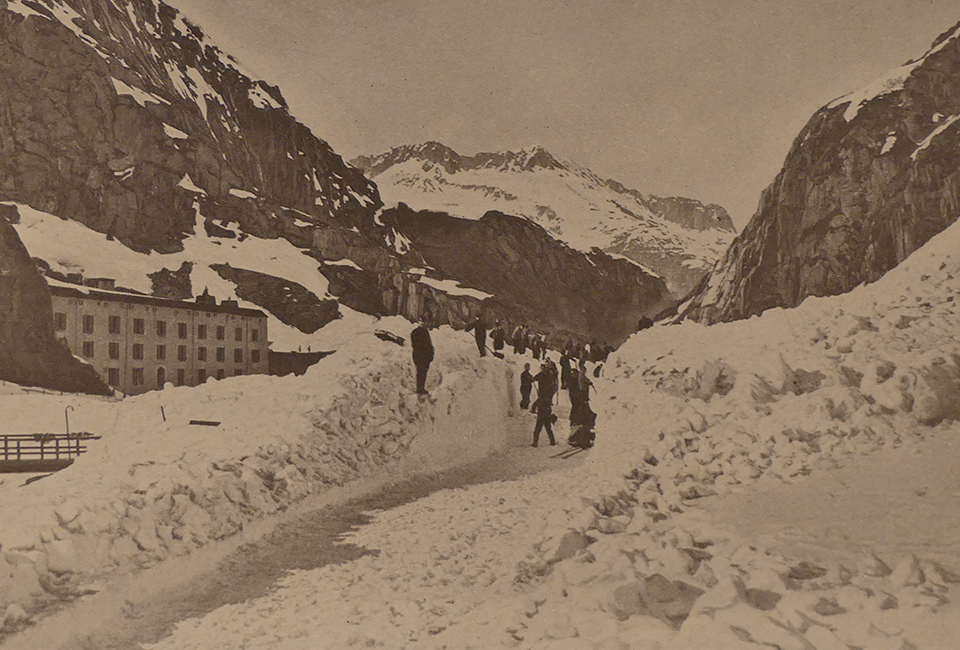
Lawinenräumung Fort Bühl 1916

Das Fort Bühl war als Artilleriewerk (A 8675) Teil der Gotthardbefestigungen im Raum Andermatt und 1892 eines der ersten Felswerke in Europa. Das 1892 erbaute Fort wurde 1947 als Kampfanlage aufgehoben und dient heute der Logistikbasis der Armee.

## Sperrstelle Schöllenen
Die strategische Bedeutung des Verkehrsknotenpunktes Andermatt hängt mit den Verkehrswegen zusammen. Der Gotthard als kürzeste Nord-Süd-Verbindung ist dabei von europäischem Interesse. Für dessen Sicherung eignete sich die Engnis der Schöllenenschlucht in besonderem Maße. Im Zweiten Koalitionskrieg von 1799 kämpften die Russen unter Suworow und die Franzosen um die Teufelsbrücke. Mit dem Bau der ersten Gotthardstrasse 1830 und dem ersten Gotthardtunnel 1882 wuchs die Bedeutung der Gotthardachse und die Notwendigkeit der militärischen Sicherung. 
Der Kontrollpunkt Schöllenen wurde nach 1882 im Rahmen der neuen Gotthardbefestigung mit rund zwanzig Verteidigungsobjekten versehen und während über hundert Jahren laufend modernisiert. Die Sperre umfasst unter anderem das Fort Bühl, das Blockhaus Brückwaldboden auf 1504 m ü. M. oberhalb der Schöllenenschlucht, eine Granitmauer als Infanteriehindernis vor dem Fort Bühl, die Kriegskaserne Bühl und die Flankiergalerie Altkirch. Das Fort Bühl liegt genau über dem Gotthardtunnel, der sich 320 m tiefer befindet. Der 1980 eröffnete Gotthard-Strassentunnel befindet sich rund 400 m westlich. Die Sperrstelle Schöllenen gilt als militärhistorisches Denkmal von nationaler Bedeutung.

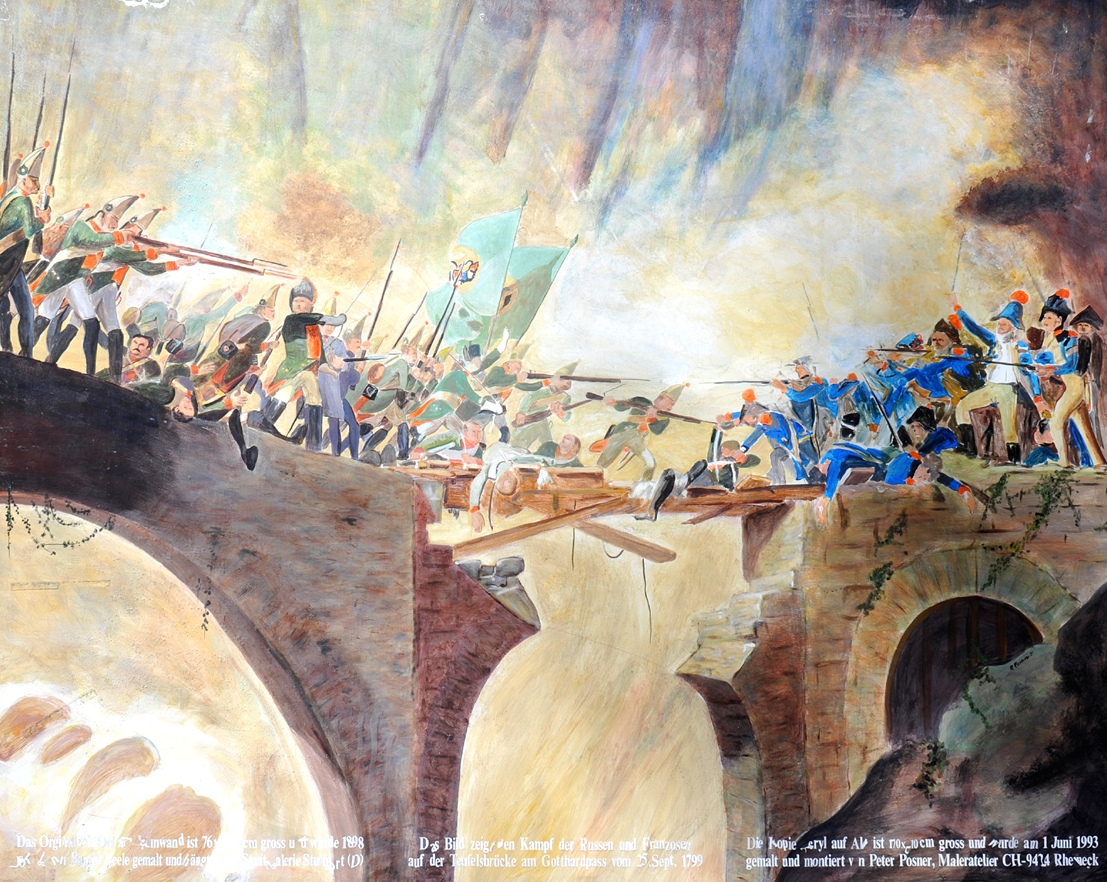
Kampf um die Teufelsbrücke 1799
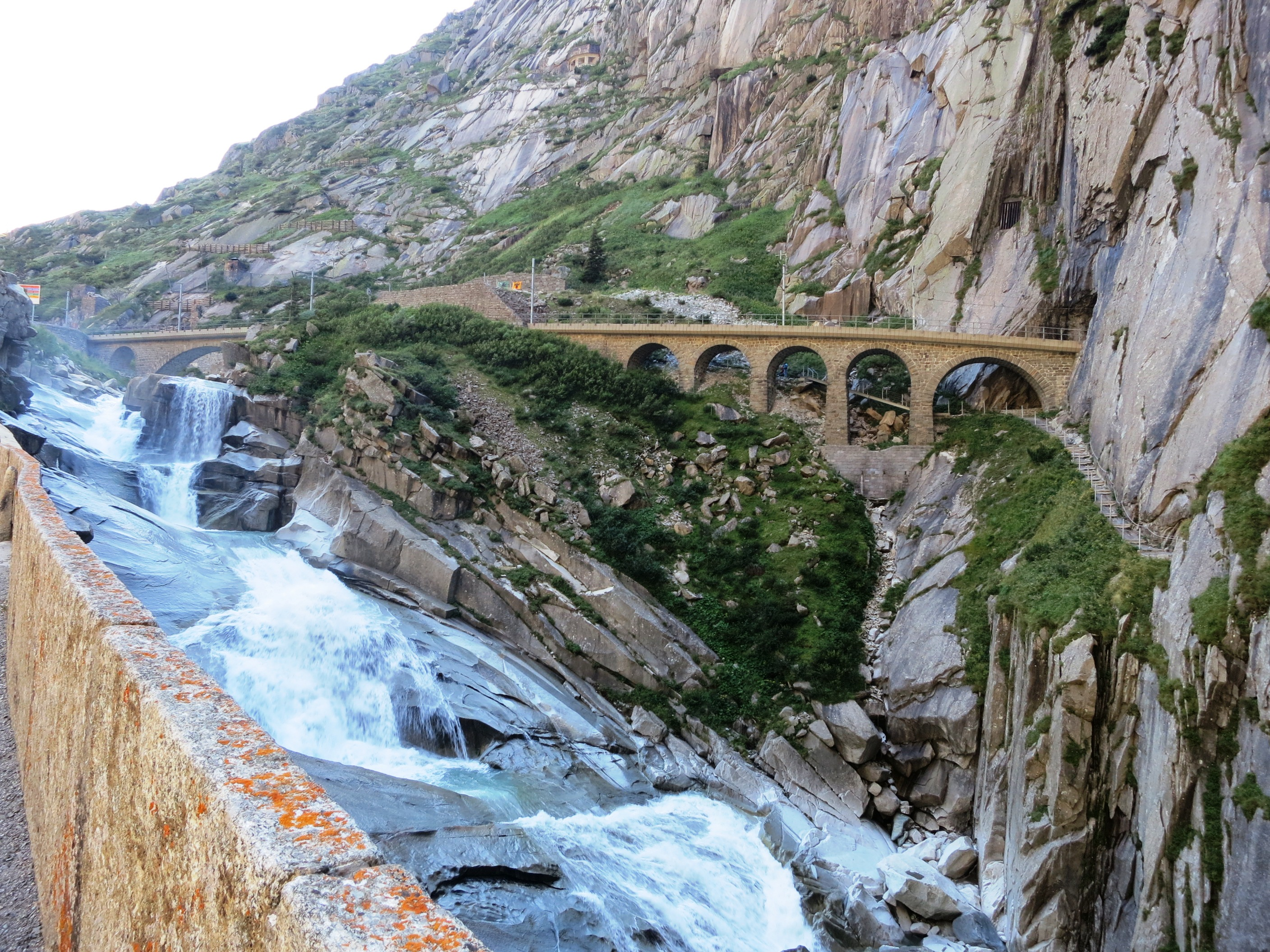
Befestigtes Engnis Schöllenen
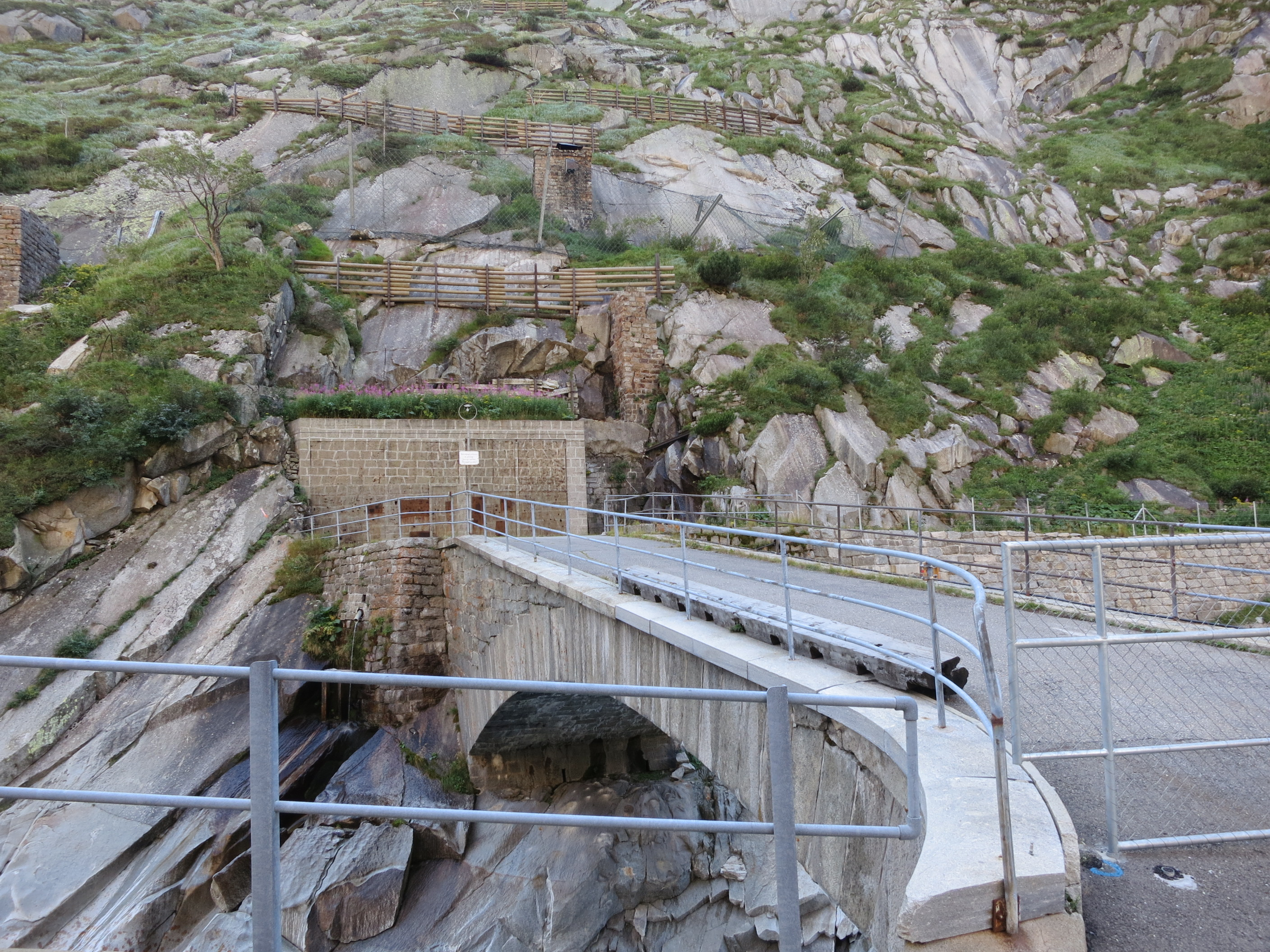
Werkeingang
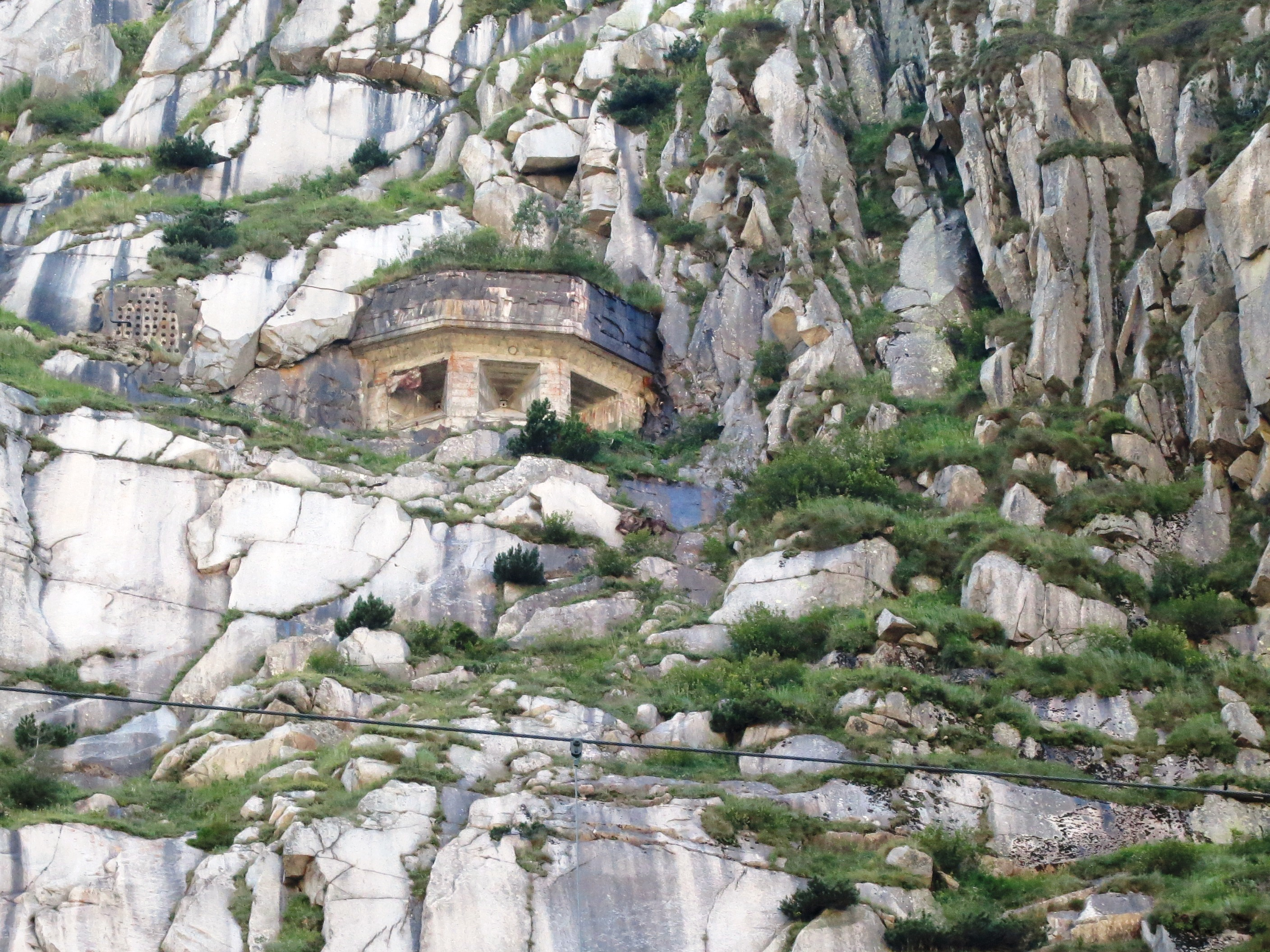
Infanteriewaffenscharten

## Artilleriewerk Bühl

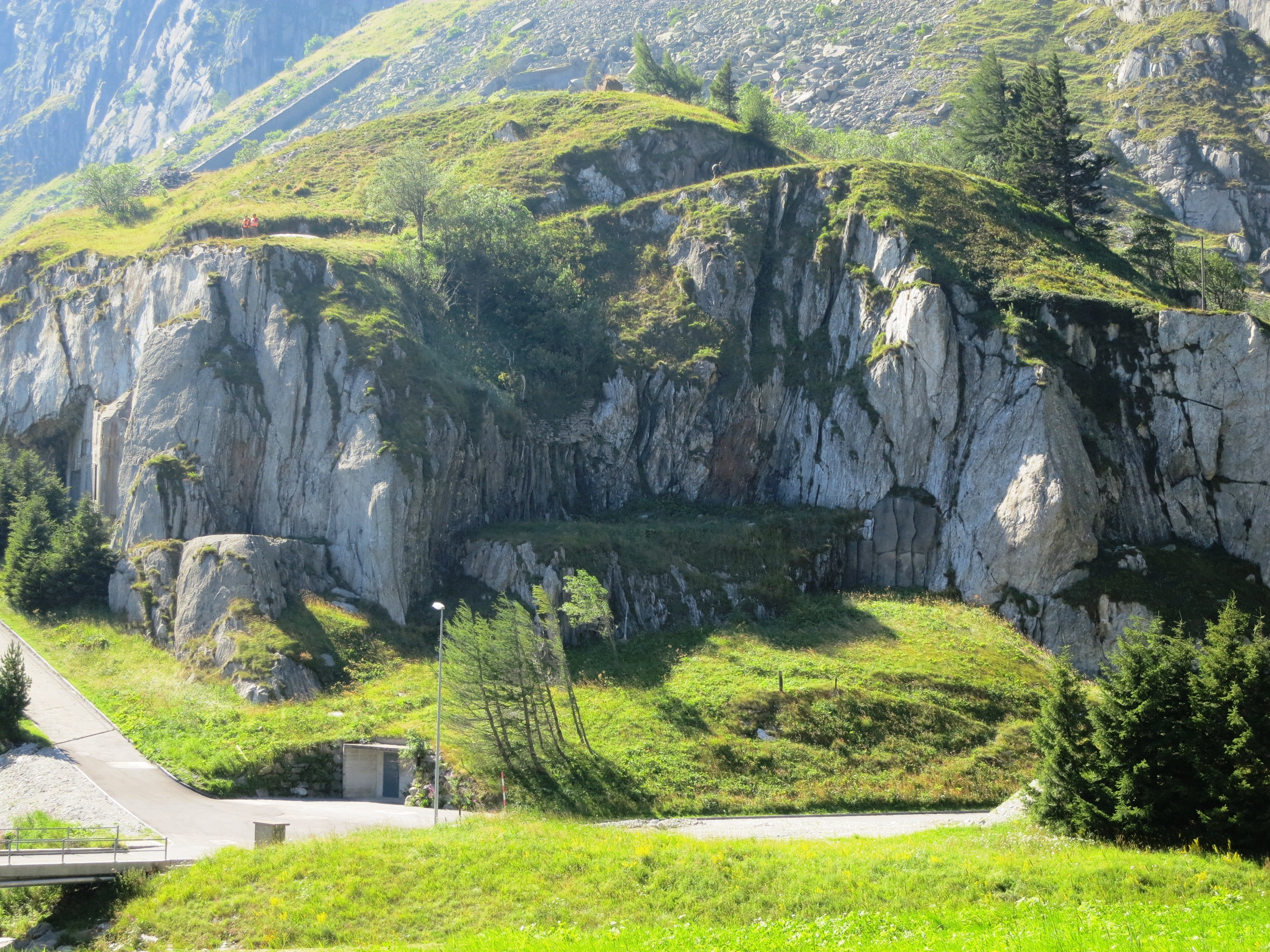
Fort Bühl als Felswerk A 8675

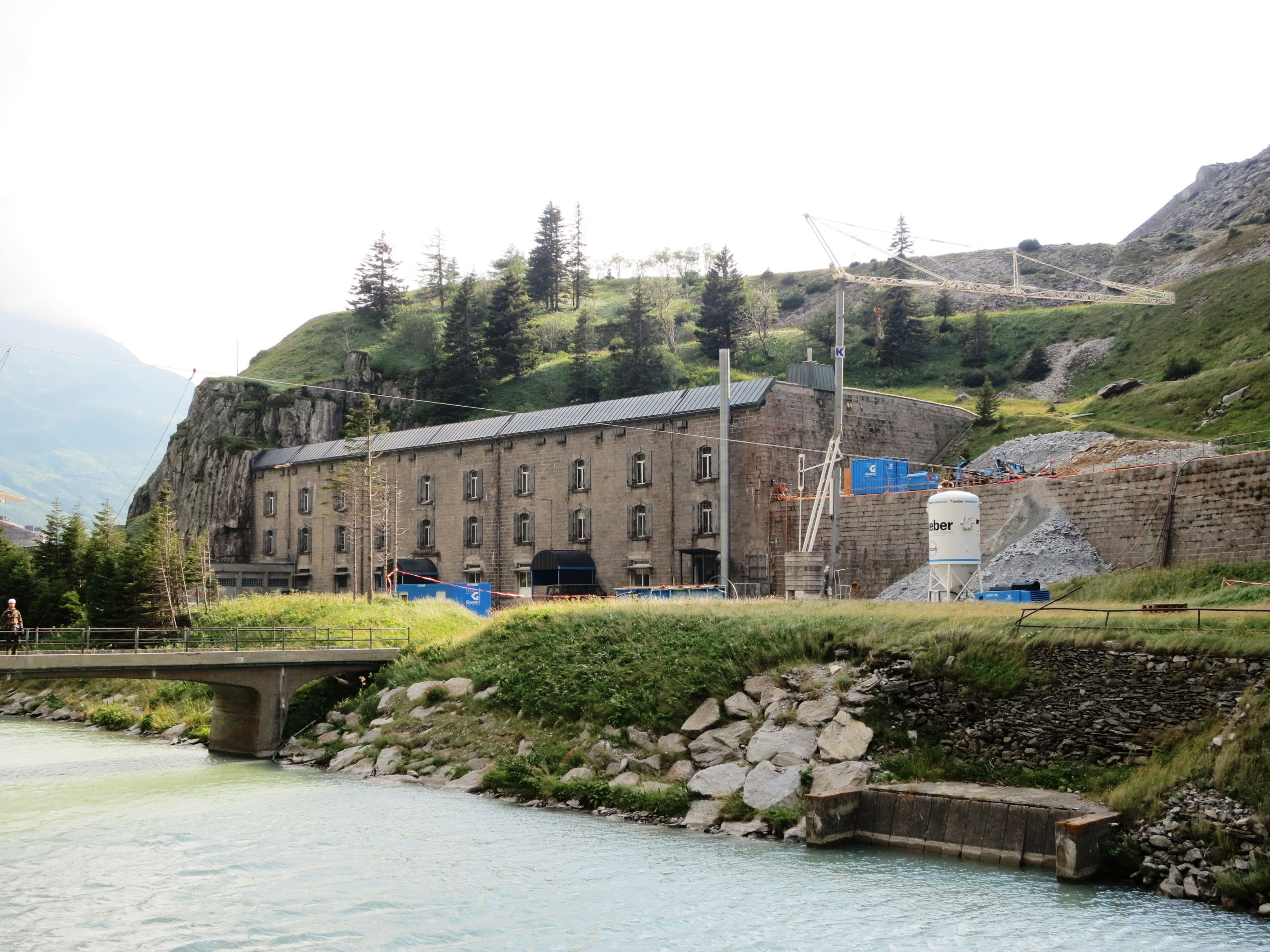
Kriegskaserne Bühl A 8675

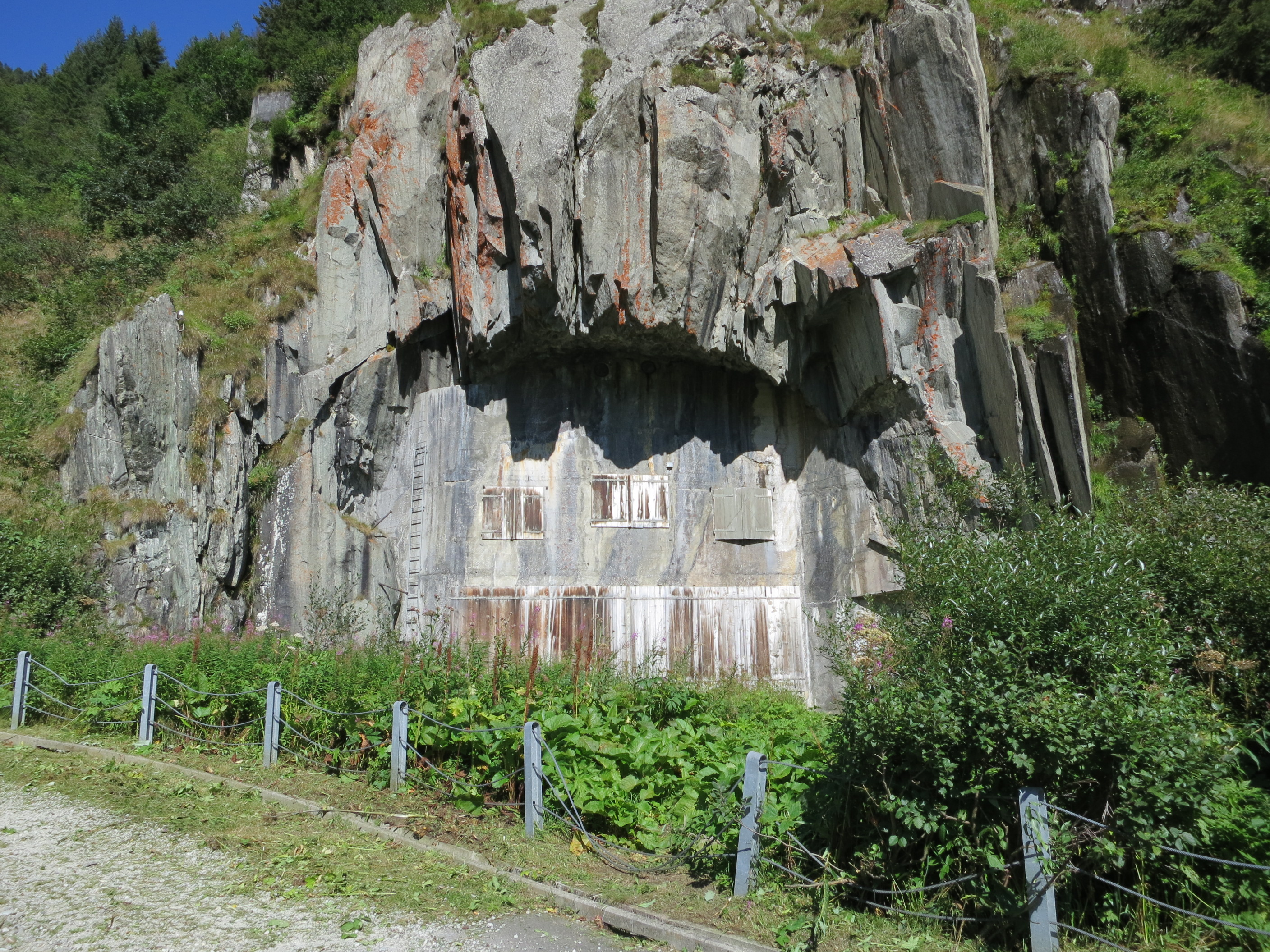
Flankiergalerie Altkirch A 8665

Die Befestigungskommission als Planerin des zentralen Gotthardfestungsbereiches forderte eine Befestigung des Hügels auf der linken Bergseite, um den Zugang von Andermatt durch die Schöllenenschlucht zu sperren. Die Sicherung sollte nicht nur durch Artilleriebatterien, sondern durch eigentliche Forts geschehen. Das Fort Bühl sollte nach einem neuen Konzept erstellt werden, wobei alle Waffen und Räume in einem Felskopf eingebaut wurden, das bei den bisherigen Forts als Schutz errichtete Mauerwerk war nicht mehr notwendig.
1888 wurde als Fortzugang eine Brücke über die Reuss erstellt, 1890 erfolgte der Innenausbau, der Einbau der Abschlusstore oberhalb des Urnerlochs und unterhalb der Teufelsbrücke sowie der Rohbau der Flankiergalerie Altkirch. 1891 wurden die Panzerungen und die Armierung eingebaut und mit der Munitionierung begonnen und 1892 war das Fort fertiggestellt.
Das Werk Bühl-Altkirch wurde von der Festungsbrigade 23 (bis 1951) und der Festungsartilleriekompanie 13 betrieben.
- Artilleriewerk Bühl A 8675 ⊙
- Artilleriewerk Bühl A 8675 Werkeingang ⊙

## Auftrag und Bewaffnung
Die Anlage hatte den Zweck, primär das Engnis Schöllenen vom Urnerloch bis zur Teufelsbrücke zu sperren.
Als Erstbewaffnung dienten:
- zwei Panzertürme mit je einer 12 cm Kanone (bis 1951)
- ein Panzerstand mit zwei 12 cm Kugelmörsern, die 1903/04 durch zwei 12 cm Panzerhaubitzen Modell 1891 ersetzt wurden (bis 1951)
- drei 5,3 cm Fahrpanzer (Schnellfeuerkanonen  mit Versenkpanzertürmen Modell 1887)
- zwei 8,4 cm Bronzekanonen in einer Kaponniere
- zwei drehbare Beobachtungspanzertürmchen.
- 12 cm Kanonen 1882 in Panzerturm  ⊙
- 12 cm Kanonen 1882 in Panzerturm ⊙

## Kriegskaserne Bühl
Als Ersatz für die bisherige Unterkunft im Zugangstunnel wurde 1897/1901 für die Festungsartillerie die Kriegskaserne Bühl A 8675 mit 340 Schlafplätzen hinter dem Fort Bühl Richtung Schöllenen erbaut. Sie hatte eine Kaponniere und einen direkten Stollen ins Fort. 
In den gleichen Jahren wurde auch die Kaserne Andermatt (sogenannte Friedenskaserne) mit 400 Schlafplätzen zur Ausbildung der Infanterie und der Positionsartillerie in Andermatt-Altkirch gebaut.
- Kriegskaserne Bühl A 8675 ⊙
- Kaserne Andermatt Altkirch (Friedenskaserne) ⊙

## Infanteriewerk Altkirch
Die auf der gegenüberliegenden Seite der Reuss liegende Flankiergalerie Altkirch A 8665 diente zur Nahverteidigung des Forts Bühl. 
- Flankiergalerie Altkirch A 8665 ⊙

## Teufelswand
Der im Berg gehauene Stollen in der Teufelswand diente der Umgehung der Schöllenenschlucht, falls man die Teufelsbrücke(n) hätte sprengen müssen. Heute kann der Stollen als Teil des Rundwegs Schöllenen besichtigt werden. 
- Stollen Teufelswand ⊙

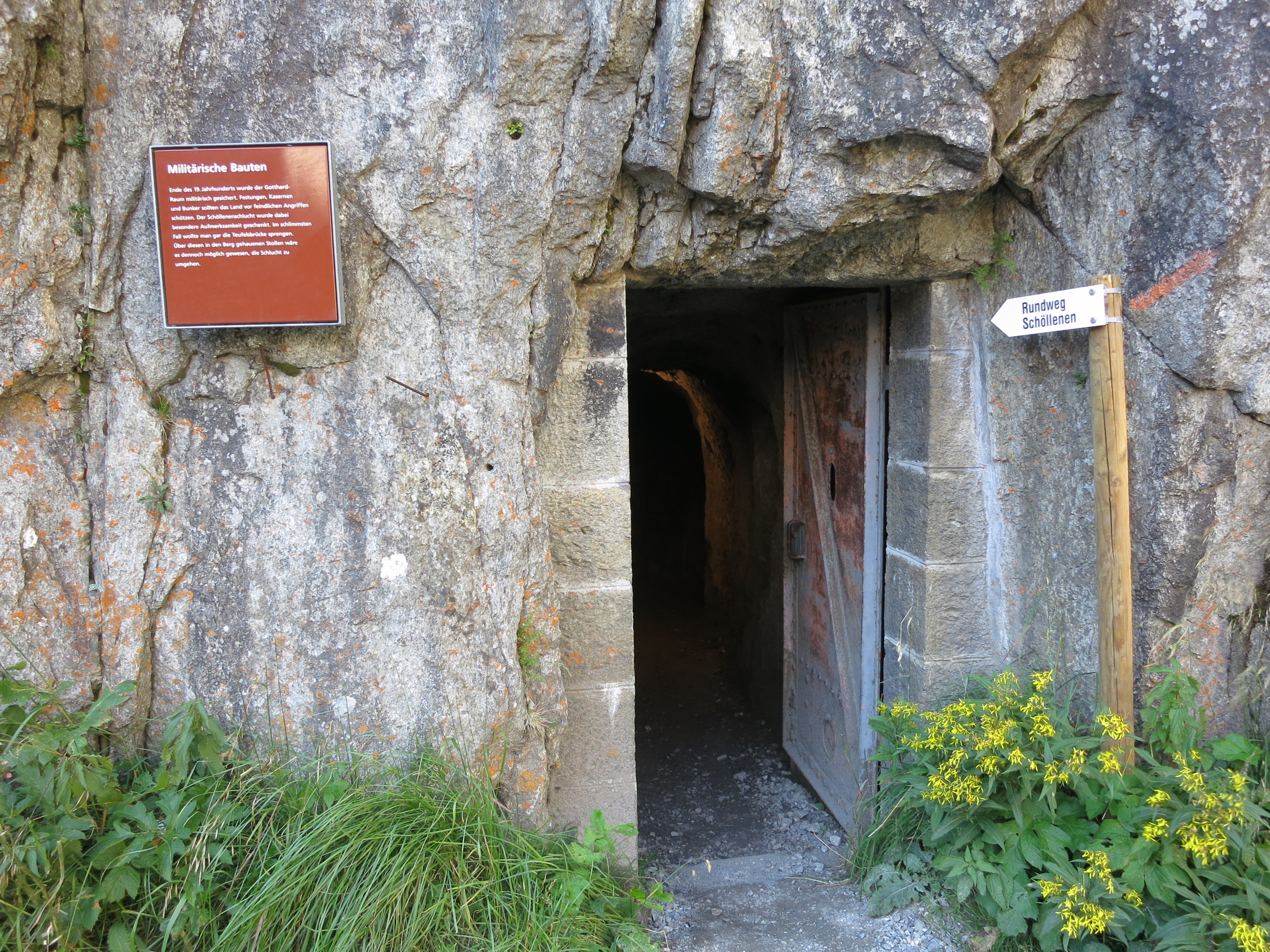
Mittlerer Eingang zum Stollen Teufelswand
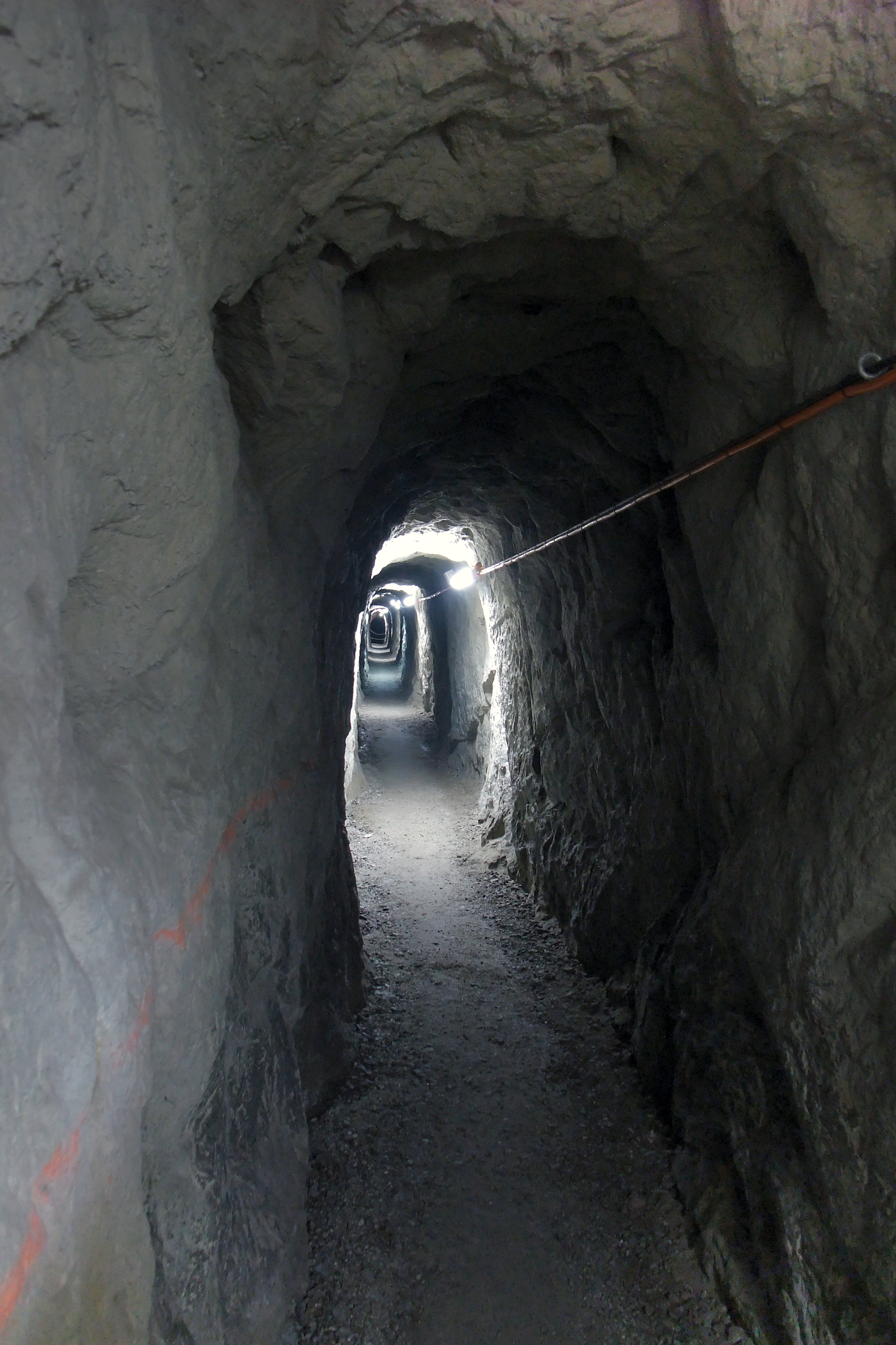
Stollen Teufelswand
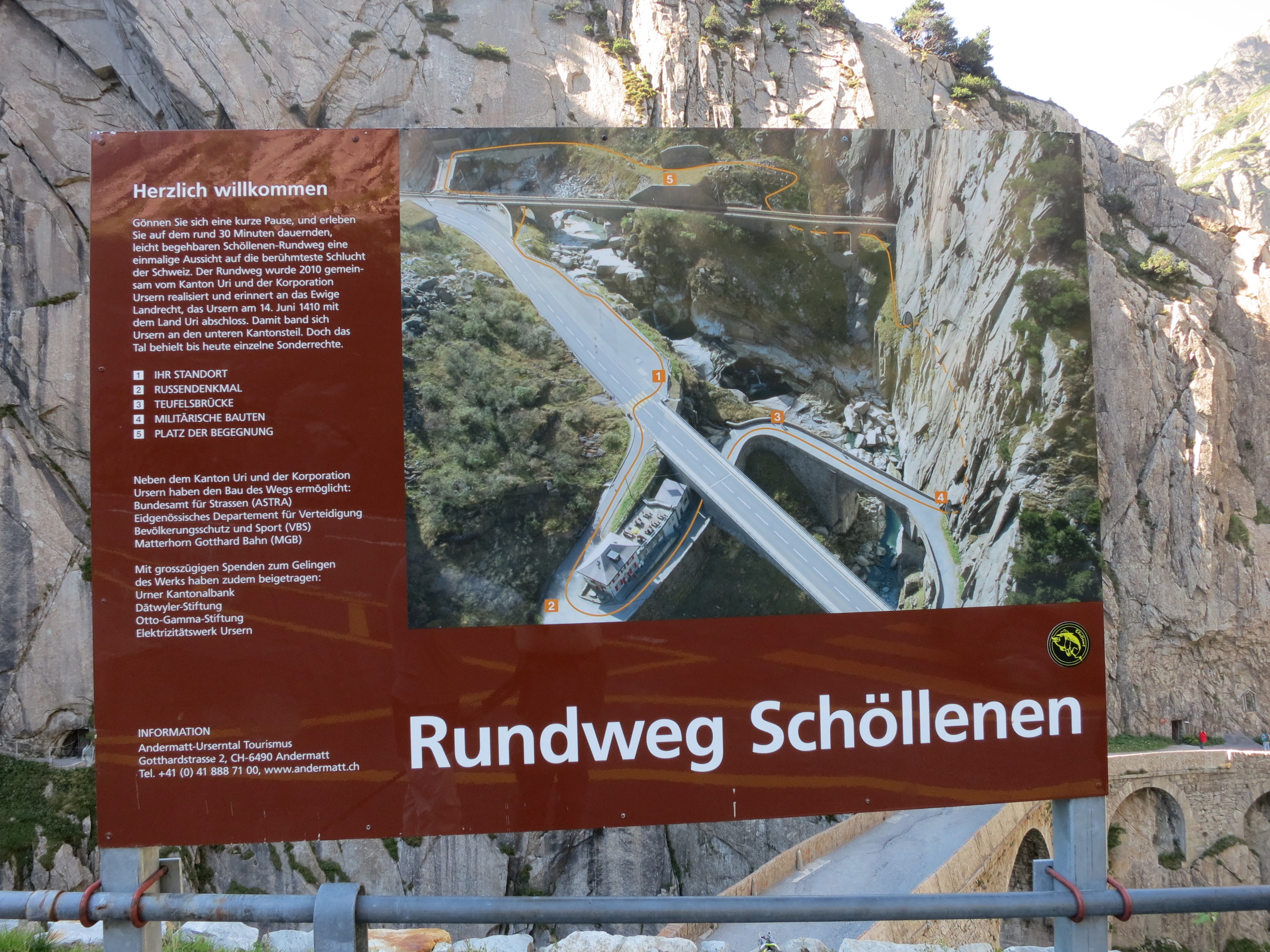
Rundweg Schöllenen

Dahinter befinden sich in Felskavernen weitere Anlagen. Von 1940 bis 1991 wurde in der Teufelswand ein B-Labor der Armee betrieben.